# Torneo Clausura 2023 (Uruguay)
El Torneo Clausura 2023 fue el tercer certamen del 120.º campeonato de primera división del fútbol uruguayo organizado por la AUF.
El torneo tuvo una demora de un mes siendo suspendido en la fecha 3, desde el 6 de septiembre debido a que la Mutual Uruguaya de Futbolistas Profesionales (MUFP) decidió iniciar una huelga con motivo de solidarización con los jugadores de los equipos de la Segunda División a quienes no les aumentaban el salario mínimo que cobraban. La huelga duró hasta el 4 de octubre que se llegó a un acuerdo para dar una propuesta sobre el incremento de sueldos a los futbolistas de Segunda División, y el torneo pudo reanudarse un día después.

## Participantes

### Información de equipos
Datos hasta antes del inicio del torneo. Todos los datos estadísticos corresponden únicamente a los Campeonatos Uruguayos organizados por la Asociación Uruguaya de Fútbol, no se incluyen los torneos de la FUF de 1923, 1924 ni el Torneo del Consejo Provisorio 1926 en las temporadas contadas. Las fechas de fundación de los equipos son las declaradas por los propios clubes implicados.
| Equipo                 | Ciudad                 | Estadio de localía            | Capacidad | Fundación                | Temporadas | Temp. Consecutivas | Títulos | Subtítulos | Indumentaria    | 2022 |
| ---------------------- | ---------------------- | ----------------------------- | --------- | ------------------------ | ---------- | ------------------ | ------- | ---------- | --------------- | ---- |
| Boston River           | Montevideo             | Juventud Parque Artigas       | 6.148     | 20 de febrero de 1939    | 8          | 8                  | 0       | 0          | Kelme           | 4°   |
| Cerro                  | Montevideo             | Monumental Luis Tróccoli      | 25.000    | 1 de diciembre de 1922   | 76         | 1                  | 0       | 1          | Identidad Cerro |      |
| Cerro Largo            | Melo                   | Arq. Antonio Eleuterio Ubilla | 7.000     | 19 de noviembre de 2002  | 10         | 5                  | 0       | 0          | Concreto        | 11°  |
| Danubio                | Montevideo             | Jardines del Hipódromo        | 18.000    | 1 de marzo de 1932       | 73         | 2                  | 4       | 4          | Mgr Sport       | 8°   |
| Defensor Sporting      | Montevideo             | Luis Franzini                 | 16.000    | 15 de marzo de 1913      | 96         | 2                  | 4       | 10         | Puma            | 7°   |
| Deportivo Maldonado    | Maldonado              | Domingo Burgueño Miguel       | 17.172    | 25 de agosto de 1928     | 10         | 4                  | 0       | 0          | Joma            | 3°   |
| Fénix                  | Montevideo             | Parque Capurro                | 5.097     | 7 de julio de 1916       | 42         | 15                 | 0       | 0          | Mgr Sport       | 10°  |
| La Luz                 | Montevideo             | Parque Palermo                | 4.072     | 19 de abril de 1929      | 1          | 1                  | 0       | 0          | Breus           |      |
| Liverpool              | Montevideo             | Belvedere                     | 7.780     | 15 de febrero de 1915    | 82         | 9                  | 0       | 1          | Mgr Sport       | 2°   |
| Montevideo City Torque | Montevideo             | Centenario                    | 60.235    | 26 de diciembre de 2007  | 5          | 4                  | 0       | 0          | Puma            | 12°  |
| Montevideo Wanderers   | Montevideo             | Parque Alfredo Víctor Viera   | 9.000     | 15 de agosto de 1902     | 107        | 24                 | 3       | 8          | Umbro           | 9°   |
| Nacional               | Montevideo             | Gran Parque Central           | 34.000    | 14 de mayo de 1899       | 119        | 119                | 49      | 45         | Umbro           | 1°   |
| Peñarol                | Montevideo             | Campeón del Siglo             | 40.700    | 28 de septiembre de 1891 | 118        | 96                 | 51      | 40         | Puma            | 6°   |
| Plaza Colonia          | Colonia del Sacramento | Parque Juan Gaspar Prandi     | 3.000     | 22 de abril de 1917      | 13         | 5                  | 0       | 0          | Mgr Sport       | 13°  |
| Racing                 | Montevideo             | Parque Osvaldo Roberto        | 4.500     | 6 de abril de 1919       | 54         | 1                  | 0       | 0          | Macron          |      |
| River Plate            | Montevideo             | Parque Federico Omar Saroldi  | 5.165     | 11 de mayo de 1932       | 75         | 20                 | 0       | 1          | Mgr Sport       | 5°   |

### Distribución geográfica de los equipos
| Localidad              | Cantidad | Equipos |
| ---------------------- | -------- | --- |
| Montevideo             | 13       | Boston River, Cerro, Danubio, Defensor Sporting, Fénix, La Luz, Liverpool, Montevideo City, Montevideo Wanderers, Nacional, Peñarol, Racing, River Plate |
| Colonia del Sacramento | 1        | Plaza Colonia |
| Maldonado              | 1        | Deportivo Maldonado |
| Melo                   | 1        | Cerro Largo |

## Clasificación
| Pos. | Equipo                 | Pts. | PJ | G  | E | P | GF | GC | Dif. |  |
| ---- | ---------------------- | ---- | -- | -- | - | - | -- | -- | ---- |  |
| 1    | Liverpool (C)          | 35   | 15 | 11 | 2 | 2 | 23 | 8  | +15  |  |
| 2    | Peñarol                | 25   | 15 | 6  | 7 | 2 | 19 | 13 | +6   |  |
| 3    | Racing                 | 25   | 15 | 7  | 4 | 4 | 16 | 13 | +3   |  |
| 4    | Nacional               | 24   | 15 | 6  | 6 | 3 | 20 | 17 | +3   |  |
| 5    | Danubio                | 22   | 15 | 6  | 4 | 5 | 15 | 14 | +1   |  |
| 6    | Defensor Sporting      | 21   | 15 | 6  | 3 | 6 | 19 | 13 | +6   |  |
| 7    | Montevideo City Torque | 21   | 15 | 6  | 3 | 6 | 21 | 20 | +1   |  |
| 8    | Boston River           | 20   | 15 | 6  | 2 | 7 | 17 | 16 | +1   |  |
| 9    | Plaza Colonia          | 19   | 15 | 4  | 7 | 4 | 13 | 15 | −2   |  |
| 10   | River Plate            | 19   | 15 | 5  | 4 | 6 | 9  | 14 | −5   |  |
| 11   | Deportivo Maldonado    | 18   | 15 | 5  | 3 | 7 | 14 | 19 | −5   |  |
| 12   | Cerro Largo            | 17   | 15 | 4  | 5 | 6 | 14 | 17 | −3   |  |
| 13   | Fénix                  | 16   | 15 | 3  | 7 | 5 | 11 | 15 | −4   |  |
| 14   | Cerro                  | 15   | 15 | 3  | 6 | 6 | 12 | 15 | −3   |  |
| 15   | Montevideo Wanderers   | 15   | 15 | 4  | 3 | 8 | 13 | 21 | −8   |  |
| 16   | La Luz                 | 13   | 15 | 3  | 4 | 8 | 13 | 19 | −6   |  |

Actualizado a los partidos jugados el 8 de diciembre de 2023.
 Fuente: AUF
|  | Campeón del Torneo Clausura y clasificado a la semifinal del Campeonato Uruguayo. |

## Evolución de la clasificación
| Equipo \ Jornadas      | 01 | 02 | 03 | 04 | 05 | 06 | 07 | 08 | 09 | 10 | 11 | 12 | 13 | 14 | 15 |
| ---------------------- | -- | -- | -- | -- | -- | -- | -- | -- | -- | -- | -- | -- | -- | -- | -- |
| Liverpool              | 10 | 5  | 9  | 4  | 2  | 2  | 2  | 1  | 1  | 1  | 1  | 1  | 1  | 1  | 1  |
| Peñarol                | 7  | 7  | 4  | 2  | 1  | 1  | 1  | 2  | 2  | 2  | 3  | 4  | 3  | 3  | 2  |
| Racing                 | 16 | 13 | 13 | 16 | 10 | 8  | 6  | 5  | 7  | 5  | 4  | 3  | 2  | 2  | 3  |
| Nacional               | 11 | 10 | 11 | 5  | 3  | 5  | 9  | 7  | 6  | 8  | 8  | 7  | 6  | 4  | 4  |
| Danubio                | 14 | 15 | 10 | 14 | 16 | 15 | 15 | 12 | 14 | 11 | 7  | 8  | 10 | 8  | 5  |
| Defensor Sporting      | 5  | 2  | 2  | 6  | 5  | 7  | 5  | 3  | 3  | 3  | 2  | 2  | 4  | 5  | 6  |
| Montevideo City Torque | 3  | 4  | 8  | 3  | 8  | 10 | 11 | 8  | 8  | 12 | 9  | 11 | 9  | 7  | 7  |
| Boston River           | 1  | 1  | 1  | 1  | 4  | 3  | 3  | 4  | 4  | 4  | 5  | 5  | 5  | 6  | 8  |
| Plaza Colonia          | 12 | 14 | 14 | 9  | 6  | 4  | 4  | 6  | 5  | 6  | 10 | 10 | 11 | 11 | 9  |
| River Plate            | 13 | 6  | 7  | 10 | 7  | 6  | 10 | 11 | 11 | 9  | 12 | 9  | 7  | 9  | 10 |
| Deportivo Maldonado    | 9  | 11 | 5  | 12 | 12 | 11 | 8  | 10 | 13 | 10 | 6  | 6  | 8  | 10 | 11 |
| Cerro Largo            | 8  | 8  | 15 | 11 | 9  | 12 | 13 | 16 | 16 | 15 | 15 | 15 | 16 | 12 | 12 |
| Fénix                  | 6  | 9  | 6  | 8  | 13 | 14 | 14 | 13 | 10 | 14 | 13 | 13 | 14 | 15 | 13 |
| Cerro                  | 4  | 12 | 16 | 13 | 14 | 13 | 12 | 15 | 12 | 13 | 14 | 14 | 15 | 16 | 14 |
| Montevideo Wanderers   | 15 | 16 | 12 | 15 | 15 | 16 | 16 | 14 | 15 | 16 | 16 | 16 | 13 | 13 | 15 |
| La Luz                 | 2  | 3  | 3  | 7  | 11 | 9  | 7  | 9  | 9  | 7  | 11 | 12 | 12 | 14 | 16 |

## Fixture
- Los horarios corresponden al huso horario de Uruguay: (UTC-3).

| Deportivo Maldonado  | 0:0 | Plaza Colonia          | Domingo Burgueño Miguel    | 18 de agosto | 19:00 | Javier Feres     |
| River Plate          | 0:0 | Cerro Largo            | Parque Federico O. Saroldi | 19 de agosto | 10:00 | Santiago Motta   |
| Fénix                | 1:1 | Defensor Sporting      | Parque Capurro             | 19 de agosto | 12:30 | Esteban Ostojich |
| Cerro                | 1:1 | Peñarol                | Centenario                 | 19 de agosto | 15:30 | Gustavo Tejera   |
| Montevideo Wanderers | 0:1 | La Luz                 | Parque Alfredo V. Viera    | 19 de agosto | 18:00 | Mathías de Armas |
| Boston River         | 1:0 | Racing                 | Juventud Parque Artigas    | 20 de agosto | 10:00 | José Burgos      |
| Danubio              | 0:1 | Montevideo City Torque | Jardines del Hipódromo     | 20 de agosto | 12:30 | Daniel Rodríguez |
| Liverpool            | 0:0 | Nacional               | Belvedere                  | 20 de agosto | 15:30 | Andrés Matonte   |

| Montevideo City Torque | 1:1 | Fénix                | Campeón del Siglo        | 25 de agosto | 15:30 | Bruno Sacarelo     |
| Defensor Sporting      | 3:0 | Montevideo Wanderers | Luis Franzini            | 25 de agosto | 18:00 | Gustavo Tejera     |
| Plaza Colonia          | 0:1 | River Plate          | Juan G. Prandi           | 26 de agosto | 13:00 | Anahí Fernández    |
| Liverpool              | 1:0 | Danubio              | Belvedere                | 26 de agosto | 15:30 | Javier Feres       |
| Cerro Largo            | 2:2 | Nacional             | Arq. Antonio E. Ubilla   | 26 de agosto | 18:00 | Esteban Ostojich   |
| Cerro                  | 1:2 | Boston River         | Monumental Luis Tróccoli | 27 de agosto | 10:00 | Christian Ferreyra |
| Racing                 | 1:1 | Deportivo Maldonado  | Parque Osvaldo Roberto   | 27 de agosto | 12:30 | Leodán González    |
| Peñarol                | 2:2 | La Luz               | Campeón del Siglo        | 27 de agosto | 15:30 | José Burgos        |

| Montevideo Wanderers | 2:1 | Montevideo City Torque | Parque Alfredo V. Viera    | 1 de septiembre | 19:00 | Leodán González    |
| Danubio              | 2:0 | Cerro Largo            | Mincheff de Lazaroff       | 2 de septiembre | 12:30 | Christian Ferreyra |
| Boston River         | 0:1 | Peñarol                | Juventud Parque Artigas    | 2 de septiembre | 15:30 | Mathías de Armas   |
| La Luz               | 1:1 | Defensor Sporting      | Parque Palermo             | 2 de septiembre | 18:00 | Andrés Matonte     |
| Fénix                | 1:0 | Liverpool              | Parque Capurro             | 3 de septiembre | 10:00 | Nicolás Lasso      |
| River Plate          | 0:0 | Racing                 | Parque Federico O. Saroldi | 3 de septiembre | 15:00 | Pablo Giménez      |
| Nacional             | 0:0 | Plaza Colonia          | Gran Parque Central        | 3 de septiembre | 18:00 | Gustavo Tejera     |
| Deportivo Maldonado  | 2:1 | Cerro                  | Domingo Burgueño Miguel    | 3 de septiembre | 20:30 | Esteban Ostojich   |

| Racing                 | 1:2 | Nacional             | Centenario               | 5 de octubre | 20:00 | Javier Feres       |
| Montevideo City Torque | 1:0 | La Luz               | Centenario               | 6 de octubre | 20:00 | Mathías de Armas   |
| Cerro Largo            | 1:0 | Fénix                | Arq. Antonio E. Ubilla   | 7 de octubre | 12:30 | Javier Burgos      |
| Liverpool              | 2:1 | Montevideo Wanderers | Belvedere                | 7 de octubre | 15:00 | Christian Ferreyra |
| Peñarol                | 2:1 | Defensor Sporting    | Campeón del Siglo        | 7 de octubre | 18:30 | Leodán González    |
| Plaza Colonia          | 1:0 | Danubio              | Profesor Alberto Suppici | 8 de octubre | 13:00 | Hernán Heras       |
| Boston River           | 2:0 | Deportivo Maldonado  | Juventud Parque Artigas  | 8 de octubre | 15:30 | Yimmy Álvarez      |
| Cerro                  | 1:0 | River Plate          | Monumental Luis Tróccoli | 8 de octubre | 18:00 | Andrés Matonte     |

| Fénix                | 1:4 | Plaza Colonia          | Parque Capurro             | 13 de octubre | 16:00 | Leodán González    |
| Defensor Sporting    | 2:0 | Montevideo City Torque | Luis Franzini              | 13 de octubre | 18:30 | Christian Ferreyra |
| Deportivo Maldonado  | 0:1 | Peñarol                | Centenario                 | 13 de octubre | 21:00 | Andrés Matonte     |
| Danubio              | 0:2 | Racing                 | Mincheff de Lazaroff       | 14 de octubre | 10:00 | Mathías de Armas   |
| La Luz               | 0:2 | Liverpool              | Parque Liebig's            | 14 de octubre | 16:30 | Esteban Ostojich   |
| Montevideo Wanderers | 1:1 | Cerro Largo            | Parque Alfredo V. Viera    | 14 de octubre | 19:00 | Gustavo Tejera     |
| River Plate          | 2:1 | Boston River           | Parque Federico O. Saroldi | 15 de octubre | 15:15 | Santiago Motta     |
| Nacional             | 2:1 | Cerro                  | Gran Parque Central        | 15 de octubre | 18:30 | José Burgos        |

| Liverpool              | 2:0 | Defensor Sporting    | Belvedere                | 18 de octubre | 12:00 | José Burgos        |
| Plaza Colonia          | 1:0 | Montevideo Wanderers | Profesor Alberto Suppici | 18 de octubre | 14:30 | Leondro Lasso      |
| Cerro Largo            | 1:3 | La Luz               | Arq. Antonio E. Ubilla   | 18 de octubre | 17:00 | Antonio García     |
| Montevideo City Torque | 2:3 | Peñarol              | Centenario               | 18 de octubre | 19:30 | Javier Feres       |
| Racing                 | 2:0 | Fénix                | Parque Osvaldo Roberto   | 19 de octubre | 12:00 | Andrés Matonte     |
| Deportivo Maldonado    | 0:0 | River Plate          | Parque Capurro           | 19 de octubre | 14:30 | Bruno Sacarelo     |
| Cerro                  | 1:1 | Danubio              | Monumental Luis Tróccoli | 19 de octubre | 17:00 | Esteban Ostojich   |
| Boston River           | 2:0 | Nacional             | Centenario               | 19 de octubre | 20:15 | Christian Ferreyra |

| Defensor Sporting      | 2:0 | Cerro Largo         | Luis Franzini              | 21 de octubre | 19:00 | Mathías de Armas |
| Fénix                  | 1:1 | Cerro               | Parque Capurro             | 22 de octubre | 13:00 | Javier Feres     |
| River Plate            | 0:3 | Peñarol             | Parque Federico O. Saroldi | 22 de octubre | 16:00 | Gustavo Tejera   |
| La Luz                 | 1:1 | Plaza Colonia       | Parque Palermo             | 22 de octubre | 19:00 | Andrés Matonte   |
| Montevideo City Torque | 2:3 | Liverpool           | Centenario                 | 23 de octubre | 17:00 | Leodán González  |
| Nacional               | 1:3 | Deportivo Maldonado | Gran Parque Central        | 23 de octubre | 20:15 | Esteban Ostojich |
| Danubio                | 1:1 | Boston River        | Mincheff de Lazaroff       | 24 de octubre | 16:00 | Pablo Giménez    |
| Montevideo Wanderers   | 1:2 | Racing              | Parque Alfredo V. Viera    | 24 de octubre | 19:30 | Daniel Rodríguez |

| Cerro               | 0:1 | Montevideo Wanderers   | Monumental Luis Tróccoli | 3 de noviembre | 19:00 | Bruno Sacarelo     |
| Boston River        | 1:1 | Fénix                  | Juventud Parque Artigas  | 4 de noviembre | 14:30 | Leondro Lasso      |
| Cerro Largo         | 1:2 | Montevideo City Torque | Arq. Antonio E. Ubilla   | 4 de noviembre | 17:00 | Esteban Ostojich   |
| River Plate         | 0:3 | Nacional               | Centenario               | 4 de noviembre | 20:00 | Leodán González    |
| Racing              | 1:1 | La Luz                 | Parque Osvaldo Roberto   | 5 de noviembre | 14:30 | Christian Ferreyra |
| Plaza Colonia       | 0:2 | Defensor Sporting      | Profesor Alberto Suppici | 5 de noviembre | 17:00 | Esteban Guerra     |
| Peñarol             | 0:1 | Liverpool              | Campeón del Siglo        | 5 de noviembre | 20:00 | Andrés Matonte     |
| Deportivo Maldonado | 1:2 | Danubio                | Domingo Burgueño Miguel  | 6 de noviembre | 19:00 | Mathías de Armas   |

| Liverpool              | 3:0 | Cerro Largo         | Belvedere               | 10 de noviembre | 16:30 | Alberto Feres    |
| Montevideo City Torque | 2:2 | Plaza Colonia       | Campeón del Siglo       | 10 de noviembre | 19:00 | José Burgos      |
| Defensor Sporting      | 3:0 | Racing              | Luis Franzini           | 10 de noviembre | 21:30 | Esteban Ostojich |
| Danubio                | 0:0 | River Plate         | Mincheff de Lazaroff    | 11 de noviembre | 10:00 | Bruno Sacarelo   |
| Nacional               | 2:2 | Peñarol             | Gran Parque Central     | 11 de noviembre | 16:30 | Mathías de Armas |
| La Luz                 | 1:2 | Cerro               | Parque Liebig's         | 11 de noviembre | 19:30 | Leodán González  |
| Fénix                  | 1:0 | Deportivo Maldonado | Parque Capurro          | 12 de noviembre | 16:30 | Santiago Motta   |
| Montevideo Wanderers   | 0:2 | Boston River        | Parque Alfredo V. Viera | 12 de noviembre | 19:00 | Andrés Matonte   |

| Racing              | 1:0 | Montevideo City Torque | Parque Osvaldo Roberto     | 14 de noviembre | 16:30 | Daniel Rodríguez   |
| Plaza Colonia       | 0:0 | Liverpool              | Profesor Alberto Suppici   | 14 de noviembre | 19:00 | Christian Ferreyra |
| Peñarol             | 1:1 | Cerro Largo            | Campeón del Siglo          | 14 de noviembre | 21:30 | Bruno Sacarelo     |
| Cerro               | 1:1 | Defensor Sporting      | Monumental Luis Tróccoli   | 15 de noviembre | 16:30 | Javier Feres       |
| Deportivo Maldonado | 3:0 | Montevideo Wanderers   | Domingo Burgueño Miguel    | 15 de noviembre | 19:00 | Diego Riveiro      |
| Nacional            | 1:3 | Danubio                | Gran Parque Central        | 15 de noviembre | 21:30 | Esteban Ostojich   |
| River Plate         | 1:0 | Fénix                  | Parque Federico O. Saroldi | 16 de noviembre | 10:00 | Federico Arman     |
| Boston River        | 1:2 | La Luz                 | Juventud Parque Artigas    | 16 de noviembre | 16:30 | Santiago Motta     |

| Cerro Largo            | 4:0 | Plaza Colonia | Arq. Antonio E. Ubilla  | 18 de noviembre | 16:30 | Pablo Giménez      |
| Montevideo City Torque | 1:0 | Cerro         | Campeón del Siglo       | 18 de noviembre | 19:00 | Mathías de Armas   |
| Liverpool              | 2:3 | Racing        | Belvedere               | 19 de noviembre | 10:00 | José Burgos        |
| Danubio                | 2:1 | Peñarol       | Mincheff de Lazaroff    | 19 de noviembre | 16:30 | Leodán González    |
| Deportivo Maldonado    | 1:0 | La Luz        | Domingo Burgueño Miguel | 19 de noviembre | 19:00 | Bruno Sacarelo     |
| Montevideo Wanderers   | 2:1 | River Plate   | Parque Alfredo V. Viera | 19 de noviembre | 21:30 | Esteban Ostojich   |
| Fénix                  | 1:1 | Nacional      | Parque Capurro          | 20 de noviembre | 16:30 | Alberto Feres      |
| Defensor Sporting      | 2:0 | Boston River  | Luis Franzini           | 20 de noviembre | 19:00 | Christian Ferreyra |

| Boston River        | 2:0 | Montevideo City Torque | Juventud Parque Artigas    | 24 de noviembre | 16:30 | Bruno Sacarelo     |
| Cerro               | 0:1 | Liverpool              | Monumental Luis Tróccoli   | 24 de noviembre | 19:00 | Esteban Ostojich   |
| Peñarol             | 0:0 | Plaza Colonia          | Campeón del Siglo          | 24 de noviembre | 21:30 | José Burgos        |
| Racing              | 1:0 | Cerro Largo            | Parque Osvaldo Roberto     | 25 de noviembre | 10:00 | Christian Ferreyra |
| Danubio             | 0:0 | Fénix                  | Mincheff de Lazaroff       | 25 de noviembre | 16:30 | Antonio García     |
| Deportivo Maldonado | 2:1 | Defensor Sporting      | Domingo Burgueño Miguel    | 25 de noviembre | 19:00 | Santiago Motta     |
| River Plate         | 1:0 | La Luz                 | Parque Federico O. Saroldi | 26 de noviembre | 16:30 | Alberto Feres      |
| Nacional            | 3:1 | Montevideo Wanderers   | Gran Parque Central        | 26 de noviembre | 19:30 | Mathías de Armas   |

| Fénix                  | 0:1 | Peñarol             | Parque Capurro           | 28 de noviembre | 16:30 | Esteban Ostojich   |
| Plaza Colonia          | 0:1 | Racing              | Profesor Alberto Suppici | 28 de noviembre | 19:00 | Esteban Guerra     |
| Montevideo City Torque | 5:1 | Deportivo Maldonado | Centenario               | 28 de noviembre | 21:15 | Christian Ferreyra |
| Liverpool              | 2:0 | Boston River        | Belvedere                | 29 de noviembre | 16:30 | Mathías de Armas   |
| Montevideo Wanderers   | 3:0 | Danubio             | Parque Alfredo V. Viera  | 29 de noviembre | 19:00 | Leondro Lasso      |
| Defensor Sporting      | 0:1 | River Plate         | Luis Franzini            | 29 de noviembre | 21:15 | Leodán González    |
| Cerro Largo            | 0:0 | Cerro               | Arq. Antonio E. Ubilla   | 30 de noviembre | 17:30 | Alberto Feres      |
| La Luz                 | 0:1 | Nacional            | Parque Liebig's          | 30 de noviembre | 19:30 | Javier Burgos      |

| Fénix               | 1:1 | Montevideo Wanderers   | Parque Capurro             | 2 de diciembre | 10:00 | Bruno Sacarelo     |
| River Plate         | 1:2 | Montevideo City Torque | Parque Federico O. Saroldi | 2 de diciembre | 16:30 | Javier Burgos      |
| Peñarol             | 1:1 | Racing                 | Campeón del Siglo          | 2 de diciembre | 19:00 | Alberto Feres      |
| Deportivo Maldonado | 0:2 | Liverpool (C)          | Domingo Burgueño Miguel    | 2 de diciembre | 21:30 | Andrés Matonte     |
| Boston River        | 0:1 | Cerro Largo            | Juventud Parque Artigas    | 3 de diciembre | 10:00 | Esteban Ostojich   |
| Danubio             | 2:1 | La Luz                 | Mincheff de Lazaroff       | 3 de diciembre | 16:30 | Mathías de Armas   |
| Cerro               | 1:1 | Plaza Colonia          | Monumental Luis Tróccoli   | 4 de diciembre | 17:00 | Diego Riveiro      |
| Nacional            | 1:0 | Defensor Sporting      | Gran Parque Central        | 4 de diciembre | 20:30 | Christian Ferreyra |

| Liverpool            | 2:1 | River Plate            | Belvedere               | 6 de diciembre | 17:00 | Christian Ferreyra |
| Montevideo Wanderers | 0:0 | Peñarol                | Parque Alfredo V. Viera | 6 de diciembre | 17:00 | Andrés Matonte     |
| Cerro Largo          | 2:0 | Deportivo Maldonado    | Arq. Antonio E. Ubilla  | 6 de diciembre | 19.30 | Santiago Motta     |
| La Luz               | 0:2 | Fénix                  | Parque Palermo          | 7 de diciembre | 17:00 | Daniel Rodríguez   |
| Nacional             | 1:1 | Montevideo City Torque | Gran Parque Central     | 7 de diciembre | 17:00 | Esteban Ostojich   |
| Racing               | 0:1 | Cerro                  | Parque Osvaldo Roberto  | 7 de diciembre | 17:00 | Daniel Fedorczuk   |
| Defensor Sporting    | 0:2 | Danubio                | Luis Franzini           | 7 de diciembre | 17:00 | Alberto Feres      |
| Plaza Colonia        | 3:2 | Boston River           | Juan G. Prandi          | 8 de diciembre | 17:00 | Javier Burgos      |

## Goleadores
| Jugador              | Club                   | Goles | Part. | GPP  |
| -------------------- | ---------------------- | ----- | ----- | ---- |
| Matías Arezo         | Peñarol                | 8     | 13    | 0.6  |
| Juan Ignacio Ramírez | Nacional               | 6     | 13    | 0.46 |
| Octavio Rivero       | Racing                 | 6     | 14    | 0.43 |
| Luciano Rodríguez    | Liverpool              | 6     | 14    | 0.43 |
| Thiago Vecino        | Liverpool              | 6     | 14    | 0.43 |
| Christian Ebere      | Plaza Colonia          | 5     | 12    | 0.42 |
| Tiago Palacios       | Montevideo City Torque | 5     | 12    | 0.42 |

Fuente: Transfermarkt

## Récords
- Primer gol del Torneo Clausura: Fernando Elizari de  Defensor Sporting vs. Fénix (19 de agosto de 2023)

- Último gol del Torneo Clausura: Alex Perdomo de  Plaza Colonia vs.  Boston River (8 de diciembre de 2023)

- Gol más rápido: 1 minuto: Marcelo Meli de  Liverpool vs.  Montevideo Wanderers (7 de agosto de 2023)

- Gol más tardío: 90+10 minutos: Eduardo Agüero de Montevideo City Torque vs.  Cerro Largo (4 de noviembre de 2023)

- Mayor número de goles marcados en un partido: 6 goles

Montevideo City Torque 5–1  Deportivo Maldonado (28 de noviembre de 2023)
- Mayor victoria local:

Montevideo City Torque 5–1  Deportivo Maldonado (28 de noviembre de 2023)
- Mayor victoria visitante:

Fénix 1–4  Plaza Colonia (13 de octubre de 2023)
- Mayor racha invicta: AUF (0 partidos)

- Mayor racha de victorias: AUF (0 partidos)

- Mayor racha de partidos sin ganar: AUF (0 partidos)

- Mayor racha de derrotas: AUF (0 partidos)